# Veronica Bitto
Veronica Benedetta Bitto (* 22. September 1992 in Mailand) ist eine italienische Schauspielerin.
Bitto besuchte die Accademia d’Arte Drammatica Paolo ab 2011 und ab 2012 studierte sie an der EUTHECA – European Union Accademy of Theatre and Cinema.
Bitto begann 2016 mit der Schauspielerei. Sie spricht italienisch, englisch, französisch und spanisch.

## Filmographie (Auswahl)
- 2016: Die Medici
- 2017: Rosso amaranto
- 2017: Il paradiso delle signore
- 2018: Mein Name ist Somebody
- 2018: Arrivano i prof
- 2014/2019: Che Dio ci aiuti
- 2019: Famosi in 7 giorni